# Суперкубок Лівану з футболу 1996
Суперкубок Лівану з футболу 1996  — 1-й розіграш турніру. Матч відбувся 6 жовтня 1996 року між чемпіоном Лівану і володарем кубка Лівану клубом Аль-Ансар та фіналістом кубка Лівану клубом Аль-Неджмех.
| Володар Суперкубка Лівану 1996 |
| ------------------------------ |
|                                |
| Аль-Ансар Перший титул         |

## Матч

### Деталі
| 6 жовтня 1996 |

| Аль-Ансар | 2:0 | Неджмех |
| --------- | --- | ------- |
|           |     |         |

| Муніципальний Стадіон Триполі, Триполі |